# ベストウィッシーズ
『ベストウィッシーズ』（Bestwishes）は、ナイトウィッシュの楽曲を収めた2作目のコンピレーション・アルバム。
『エンジェルズ・フォール・ファースト』『オーシャンボーン』『ウィッシュマスター』『オーヴァー・ザ・ヒルズ・アンド・ファー・アウェイ』『センチュリー・チャイルド』などから17曲が選曲されている。

## 収録曲
1. スターゲイザーズ Stargazers
2. ザ・キンスレイヤー The Kinslayer
3. シー・イズ・マイ・シン She Is My Sin
4. エヴァー・ドリーム Ever Dream
5. カム・カヴァー・ミー Come Cover Me
6. ノウ・ホワイ・ザ・ナイチンゲール・シングス Know Why The Nightingale Sings
7. ブレス・ザ・チャイルド Bless the Child
8. エンド・オブ・オール・ホープ End Of All Hope
9. ザ・リドラー The Riddler
10. スリープウォーカー Sleepwalker (Original Mix)
11. クラウンレス Crownless
12. サクラメント・オブ・ウィルダーネス Sacrament of Wilderness
13. ウォーキング・イン・ジ・エアー Walking in the Air
14. ビューティ・アンド・ザ・ビースト Beauty And The Beast
15. ウィッシュマスター Wishmaster
16. オーヴァー・ザ・ヒルズ・アンド・ファー・アウェイ Over the Hills and Far Away
17. スリーピング・サン Sleeping Sun

## 主な参加ミュージシャン
- ターヤ・トゥルネン Tarja Turunen - ボーカル
- ツォーマス・ホロパイネン Tuomas Holopainen - キーボード
- エンプ・ヴオリネン Emppu Vuorinen - ギター
- ユッカ・ネヴァライネン Jukka Nevalainen - ドラムス
- サミ・ヴェンスケ Sami Vanska - ベース
- マルコ・ヒエタラ Marco Hietala - ベース、ボーカル